# Pathos
Das Pathos (im 17. Jahrhundert entlehnt vom griechischen Neutrum πάθος páthos „Erlebnis, Leiden(schaft)“, zum Verb πάσχειν pás-che-in „erleben/erfahren, erleiden/erdulden“ [Gegenwort: „es selbst tun“]) bezeichnet in der Rhetorik ein Überzeugungsmittel der Rede.
Seit seiner ersten systematischen Definition in der griechischen Rhetorik, die für alle folgenden Traditionen grundlegend ist, hat das Wort vielerlei Bedeutungsveränderungen erfahren.
Umgangssprachlich versteht man heute darunter eine emotionale Form der Artikulation, die suggeriert, dass das Gesagte mehr Gewicht habe als tatsächlich enthalten ist.

## Klassische Rhetorik
In der klassischen Rhetorik seit Aristoteles bezeichnet Pathos eines der drei Überzeugungsmittel der Rede. Während Pathos die Rede als emotionalen Appell auf das Publikum hin ausrichtet, bezieht Ethos seine Überzeugungskraft aus der Integrität des Sprechers. Die prágmata (vergleiche Logos) schließlich sind Argumente, die der Sache selbst entnommen sind. Jedes beliebige Thema kann auf einen der drei Pole der Rede – oder auf alle zusammen – ausgerichtet werden, um zu überzeugen. Dem jeweiligen Überzeugungsmittel entsprechen auf der Ebene der sprachlichen Ausgestaltung (elocutio) spezielle Techniken. Pathos erreicht man z. B. mit gewagten Metaphern, mit Figuren der Überwältigung, mit Aposiopesen oder Aporien. Auf der Ebene des Vortrags (actio) können Stimmführung, Mimik und Gestik des Redners zum Pathos der Rede beitragen. In der Poetik des Aristoteles bezeichnet Pathos alle emotionalen Handlungen der Tragödie.
In den römischen Adaptionen der griechischen Rhetoriklehre (Cicero, Quintilian) bezeichnet Pathos zunehmend nur noch die extremen, überwältigenden Affektwirkungen, die durch die Rede erzeugt werden, während Ethos nun die moderaten emotionalen Wirkungen bezeichnet. Bei Cicero und Quintilian verbindet sich das Überzeugungsmittel auch mit einer bestimmten Aufgabe (movere, „bewegen“) und einem Stil. Dem Pathos entspricht dabei der erhabene Stil – genus grande. Im Text Über das Erhabene (Péri Hýpsous), der früher einem gewissen Longinus zugeschrieben wurde, ist der pathetische Stil, der den Leidenschaften Ausdruck verleiht, zugleich ein möglicher Ausdruck des Erhabenen. Die Kritik verschiebt sich in eine Unterscheidung zwischen angemessenem und unangemessenem Pathos, das Longinus als frostig, pompös oder Scheinraserei (parenthyrson) beschreibt. Letztlich kann nur das Genie des Sprechers die Angemessenheit des Pathos garantieren – eine Idee, die die Grundlage von Longins Wiederentdeckung im 18. Jahrhundert bildet.
Als potenzielle Gefahr (Manipulation) wird rednerisches Pathos von der Rhetorik selbst begrenzt auf spezielle Themen und immer der ethischen Integrität des Sprechers sowie den eigentlichen Argumenten untergeordnet. Andererseits weisen auch Philosophen, wie Platon, immer wieder auf die Gefahren hin, die sich mit den Affekten – und ihrer Stimulierung durch Rede und Literatur – verbinden.

## Friedrich Schiller: Das Pathetisch-Erhabene
Bei Friedrich Schiller wird das Pathetisch-Erhabene zur privilegierten ästhetischen Figuration. In ihm offenbare sich menschliche Freiheit, die die Kunst erfahrbar mache, wenn sie den Widerstand gegen das Leiden ausgestaltet. Pathos bezeichnet also nun einen Effekt, der aus der Überwindung von Leiden resultiert, nicht mehr dieses selbst. Im Grunde werden von Schiller damit Leidenserfahrungen an „große Ideen“ angebunden – insbesondere die Idee der Freiheit. Pathetisch ist in diesem Sinne der Ausruf von Miltons Lucifer, der sich in der Hölle umblickt und dabei ausruft: „Heil, Schrecken, ich grüße euch!“. Schillers Bestimmung des Begriffes wirkt bis heute nach, sodass man Artikulationen, die die Überwindung einer Leidenserfahrung zum Ausdruck bringen, als pathetisch empfindet. Im zeitgenössischen Film klingt das beispielhaft so:

“I see in your eyes the same fear that would take the heart of me. A day may come when the courage of men fails, when we forsake our friends and break all bonds of fellowship – but it is not this day. This day we fight!”

„In euren Augen sehe ich jene Furcht, die auch mich verzagen ließe. Der Tag mag kommen, da der Mut der Menschen erlischt, da wir unsere Gefährten im Stich lassen und aller Freundschaft Bande bricht – […] doch dieser Tag ist noch fern, denn heute kämpfen wir!“

## Pathos in der Gegenwart / Pathos im Film
Gegenwärtig steht Pathos unter Verdacht und ist zum (ab)wertenden Schlagwort geworden, etwa in der Film- und Literaturkritik. Der Differenziertheit der Pathos-Begriffe entsprechend kann sich dieser Verdacht gegen äußerst unterschiedliche Phänomene richten. Er gründet etwa nicht nur in neuen Formen der Emotionskritik, sondern richtet sich auch auf die „großen Erzählungen“ (Lyotard), mit denen der Stil traditionell verbunden ist, so etwa bei Schiller die Idee der Freiheit. In diesem Sinne werden z. B. die Filme des amerikanischen Produzenten Jerry Bruckheimer – meist von europäischen Zuschauern – als pathetisch wahrgenommen, verbinden sie doch eindrückliche filmische Mittel mit einem emphatischen Verhältnis zu Konzepten wie Nation, Heldentum oder Heimat.
Wenn „pathetisch“ dagegen im Sinne von „theatralisch“ verwendet wird, weist das zurück auf eine tradierte Stil-Skepsis, die auf der Opposition von Authentizität und Künstlichkeit aufbaut. So fordert die literarische Empfindsamkeit im 18. Jahrhundert gerade die einfache Sprache als Ausdruck „wahrer“ Emotionalität, wodurch elaborierte „pathetische“ Sprachtechniken, wie sie etwa im Barock perfektioniert wurden, in Verruf geraten. In ähnlicher Weise versuchen Autoren-Filmer der Gegenwart gerade mittels der Beschränkung filmischer Technik wieder Pathos im Sinne „authentischer“ überwältigender Emotionalität zu erzeugen (Dogma 95). Der Manipulationsverdacht, der pathetischen Artikulationsformen von deutscher Seite oft entgegengebracht wird, gründet sich nach 1945 vor allem auch auf die Kritik an der Rhetorik des Nationalsozialismus.
In einem 1986 erschienenen Essay hat der amerikanische Philosoph Harry Frankfurt die Verbindung von Pathos und fehlendem Signifikat als den Kern von Bullshit bestimmt.